# Abraham Gottlob Werner

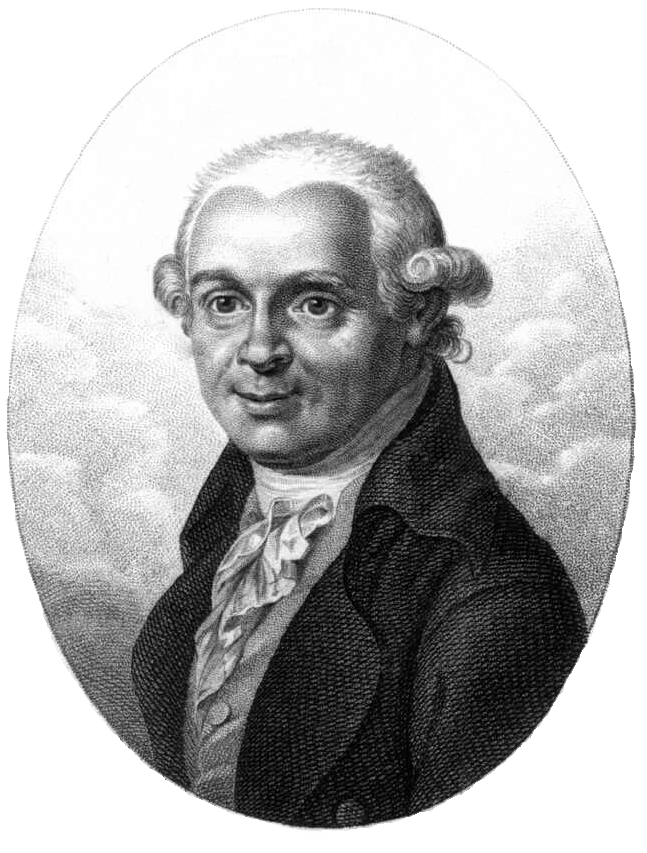
Abraham Gottlob Werner

Abraham Gottlob Werner (Wehrau, 25 september 1749 - Dresden, 30 juni 1817) was een Duits (Pruisisch) mineraloog en geoloog. Werner ontwikkelde een klassificatiesysteem voor mineralen en was de bedenker van het neptunisme, het idee dat alle gesteenten op Aarde in de zeeën en oceanen zijn ontstaan.

## Biografie
Werner kwam uit een Silezische familie van mijnbouwers, zijn vader Abraham David Werner was inspecteur van de gieterijen te Wehrau. Werner studeerde vanaf 1769 aan de Bergakademie Freiberg en vanaf 1771 rechten en mijnbouwkunde aan de Universiteit van Leipzig. In Leipzig raakte Werner onder invloed van zijn leraar Johann Carl Gehler geïnteresseerd in de studie van mineralen. Hij begon met de systematische klassificatie van mineralen en publiceerde in 1774 het eerste moderne handboek over de beschrijving en determinatie van mineralen. In 1775 werd hij door Carl Eugenius Pabst von Ohain teruggehaald naar Freiberg om docent te worden aan de Bergakademie. Hij zou tot zijn dood in Freiberg les blijven geven, later als hoogleraar.
Werner was geen productief schrijver en publiceerde weinig. In zijn tijd was hij echter bekend als leraar, zodat studenten van over heel Europa naar Freiberg kwamen om zijn colleges bij te wonen. Door zijn geanimeerde manier van lesgeven wist hij bij zijn studenten belangstelling te wekken voor geologie en mineralogie. Werners leerlingen verspreidden zijn ideeën over Europa. Een aantal van de bekendste van zijn leerlingen zijn Alexander von Humboldt, Franz von Baader, Leopold von Buch, Friedrich Mohs, Robert Jameson en Andrés Manuel del Río.
In 1791 kreeg Werner van het Oberbergamt van Saksen de opdracht tot een grootschalige geologische kartering. In 1816 werkte Werner hierbij nog samen met Carl Amandus Kühn, die het werk na zijn dood zou voortzetten.
Werner was er in zijn jeugd vaak op uit getrokken om mineralen te verzamelen, maar op oudere leeftijd kreeg hij een zwakke gezondheid waardoor hij weinig zelf op veldwerk meer kon gaan. Volgens de legende stierf hij aan de gevolgen van zijn opwinding over het voor Saxen desastreuze verloop van de napoleontische oorlogen.

## Werners theorieën
Werner geloofde dat alle gesteenten in de zee waren gevormd door de neerslag van mineralen (waarschijnlijk tijdens de Zondvloed). In het begin was de Aarde omgeven door een oeroceaan, waarin langzaam door de vorming van steeds meer gesteente bergen en continenten vormden (dit laatste idee was afkomstig van de Fransman Jean-Étienne Guettard). Werners (tegenwoordig verouderde) theorie wordt het neptunisme genoemd en stond tegenover het plutonisme van de Schot James Hutton, die stelde dat gesteenten uit magma ontstaan.
Werner wordt gezien als een van de grondleggers van de geognosie, zoals vroeger de studie van de aardkorst genoemd werd. Hij deelde gesteenten en gesteentelagen in volgens een klassificatie die leek op die van Johann Gottlob Lehmann. Werners klassificatie bestond uit vijf belangrijke "formaties":
1. De primitieve of primaire series (Urgebirge) - stollingsgesteenten en hooggradig metamorfe gesteenten. Dit waren volgens Werner de afzettingen uit een oeroceaan, voordat er land bestond.
2. De overgangsseries (Übergangsgebirge) - marmers, dikes, sills en de dikke pakketten grauwackes die in veel gebergten worden gevonden. Volgens Werner vormden dit de eerste geordende afzettingen in de oceanen. Ze liepen zonder interruptie over de hele wereld door.
3. De secundaire of gelaagde series (Flotz) - lagen sedimentair gesteente die veel fossielen bevatten. Werner dacht dat deze series het uit de oceanen naar boven komen van bergen. De erosie op de flanken van deze eerste bergen zou het materiaal uit deze series hebben geleverd.
4. De tertiaire of alluviale series (Aufgeschwemmte gebirge) - slecht geconsolideerd Zand, grind en klei dat gevormd werd toen de oceanen zich definitief uit de continenten terugtrokken.
5. De vulkanische series - jonge lavastromen die uit vulkanen stromen. Werner dacht dat deze gesmolten gesteenten alleen zeer lokaal voorkwamen. Het opsmelten binnenin de Aarde weet hij aan het branden van lagen steenkool.

Elke "formatie" was volgens het principe van superpositie boven op de vorige afgezet.

## Nalatenschap
Werners ideeën waren zo invloedrijk dat ze tot halverwege de 19e eeuw door de meeste geleerden werden aangehangen. Zijn talent als leraar zorgde ervoor dat zijn ideeën snel over Europa verspreidden. Werner kan gezien worden als een van de belangrijkste mineralogen van zijn tijd. Hij ontwikkelde de mineralogie tot een moderne wetenschap. Door als eerste de samenstelling van de Aarde in een groot geheel te plaatsen zou hij belangrijke bijdragen leveren aan het ontstaan van de geologie als wetenschap.
De controverse met het plutonisme spitste zich later toe op de vorming van basalt (het zogenaamde basaltdebat). Volgens Werner was alleen de basalt in lava ontstaan door stolling, hij zag de grote hoeveelheden basalt in sills en dikes als een ander type gesteente. Uiteindelijk zou dit onhoudbaar blijken. Het debat tussen de neptunisten en plutonisten stimuleerde het onderzoek echter, wat leidde tot het ontstaan van de moderne geologie.
Naar Werner genoemd is werneriet, een variëteit van het mineraal scapoliet.